# ساری‌چمن (ورزقان)
ساری‌چمن یکی از روستاهای استان آذربایجان شرقی است که در دهستان بکرآباد بخش مرکزی شهرستان ورزقان واقع شده‌است.نام ساری چمن برگرفته از چمن های زرد(در زبان ترکی ساری)در فصل بهار می باشد